# ディアンソニー・メルトン
ディアンソニー・メルトン（De'Anthony Melton, 1998年5月28日 - ）は、アメリカ合衆国カリフォルニア州ノースハリウッド出身のプロバスケットボール選手。NBAのブルックリン・ネッツに所属している。ポジションはシューティングガードまたはポイントガード。

## 経歴

### カレッジ
南カリフォルニア大学に進学し、1年目から主力としてプレーしたが、2年目のシーズンが始まる前に家族に詐欺容疑がかけられたことでNCAAから1年間の出場停止処分を受け、プレーできなかった。そしてこのシーズン終了後、2018年のNBAドラフトにアーリーエントリーした。

### フェニックス・サンズ
2018年のNBAドラフトにて2巡目全体46位でヒューストン・ロケッツから指名されたが、サマーリーグ終了後の8月31日にブランドン・ナイト、マーキース・クリスとのトレードで、ライアン・アンダーソンと共に交渉権がフェニックス・サンズへ移動し、9月21日にサンズと契約した。
12月4日のサクラメント・キングス戦でシーズンハイとなる21得点を記録したが、チームは105-122で敗れた。2019年1月12日のデンバー・ナゲッツ戦でシーズンハイとなる10アシストを記録し、チームは102-93で勝利した。

### メンフィス・グリズリーズ
2019年7月7日にカイル・コーバー、ジェヴォン・カーターとのトレードで、ジョシュ・ジャクソンのドラフト権と共にメンフィス・グリズリーズへ移籍した。
2020年2月20日のサクラメント・キングス戦でシーズンハイとなる24得点を含む6リバウンド、3アシストを記録したが、チームは125-129で惜敗した。
11月21日にグリズリーズとの4年総額3,500万ドルの再契約に合意した。
2021年4月19日のデンバー・ナゲッツ戦でシーズンハイとなる25得点を含む8リバウンド、6アシスト、5スティールを記録したが、チームはダブルオーバータイムの末に137-139で惜敗した。このシーズン、チームはプレーオフ第1回戦でユタ・ジャズに第5戦の末に敗れた。
2022年3月26日のミルウォーキー・バックス戦でシーズンハイとなる24得点を含む3リバウンド、2アシスト、3スティールを記録し、チームは127-102で勝利した。このシーズン、チームはプレーオフカンファレンス準決勝でこの年のNBAチャンピオンであるゴールデンステート・ウォリアーズに敗れた。

### フィラデルフィア・76ers
2022年のNBAドラフト当日にデビッド・ロディーの交渉権、ダニー・グリーンとのトレードでフィラデルフィア・76ersへ移籍した。

### ゴールデンステート・ウォリアーズ
2024年7月8日にゴールデンステート・ウォリアーズとの単年契約に合意した。
2024-25シーズン、2024年11月に左膝の前十字靱帯を捻挫し離脱。同月20日に手術を受けてシーズン残りの試合を全休することが発表された。

### ブルックリン・ネッツ
2024年12月15日にデニス・シュルーダー、2025年のドラフト2巡目指名権とのトレードで、リース・ビークマン、3本のドラフト2巡目指名権と共にブルックリン・ネッツへ移籍した。

## 個人成績

### NBA

#### レギュラーシーズン
| シーズン | チーム | GP             | GS             | MPG            | FG%            | 3P%            | FT%            | RPG            | APG            | SPG            | BPG            | PPG            |                |
| -------- | ------ | -------------- | -------------- | -------------- | -------------- | -------------- | -------------- | -------------- | -------------- | -------------- | -------------- | -------------- | -------------- |
| 2018–19  | PHX    | 50             | 31             | 19.7           | .391           | .305           | .750           | 2.7            | 3.2            | 1.4            | .5             | 5.0            |                |
| 2019–20  | MEM    | 60             | 8              | 19.5           | .401           | .286           | .769           | 3.7            | 2.9            | 1.3            | .3             | 7.6            |                |
| 2020–21  | MEM    | 52             | 1              | 20.1           | .438           | .412           | .804           | 3.1            | 2.5            | 1.2            | .6             | 9.1            |                |
| 2021–22  | MEM    | 73             | 15             | 22.7           | .404           | .374           | .750           | 4.5            | 2.7            | 1.4            | .5             | 10.8           |                |
| 2022–23  | PHI    | 77             | 58             | 27.9           | .425           | .390           | .793           | 4.1            | 2.6            | 1.6            | .5             | 10.1           |                |
| 2023–24  | PHI    | 38             | 33             | 26.9           | .386           | .360           | .835           | 3.7            | 3.0            | 1.6            | .4             | 11.1           |                |
| 2024–25  | GSW    | 6              | 2              | 20.2           | .407           | .371           | .625           | 3.3            | 2.8            | 1.2            | .3             | 10.3           |                |
| 2024–25  | BKN    | 負傷により全休 | 負傷により全休 | 負傷により全休 | 負傷により全休 | 負傷により全休 | 負傷により全休 | 負傷により全休 | 負傷により全休 | 負傷により全休 | 負傷により全休 | 負傷により全休 | 負傷により全休 |
| 通算     | 通算   | 356            | 148            | 22.9           | .410           | .369           | .779           | 3.7            | 2.8            | 1.4            | .5             | 9.1            |                |

#### プレーオフ
| シーズン | チーム | GP | GS | MPG  | FG%  | 3P%  | FT%  | RPG | APG | SPG | BPG | PPG |
| -------- | ------ | -- | -- | ---- | ---- | ---- | ---- | --- | --- | --- | --- | --- |
| 2021     | MEM    | 5  | 0  | 16.6 | .355 | .300 | .600 | 3.2 | 1.0 | .2  | .8  | 6.2 |
| 2022     | MEM    | 10 | 0  | 17.0 | .323 | .250 | .750 | 3.1 | 1.6 | 1.0 | .5  | 5.6 |
| 2023     | PHI    | 11 | 0  | 24.9 | .383 | .388 | .750 | 3.3 | 1.6 | 1.2 | .8  | 7.9 |
| 2024     | PHI    | 1  | 0  | 7.2  | .000 | .000 | ---  | 1.0 | 1.0 | .0  | .0  | .0  |
| 通算     | 通算   | 27 | 0  | 19.8 | .352 | .313 | .706 | 3.1 | 1.5 | .9  | .7  | 6.4 |

### カレッジ
| シーズン | チーム | GP | GS | MPG  | FG%  | 3P%  | FT%  | RPG | APG | SPG | BPG | PPG |
| -------- | ------ | -- | -- | ---- | ---- | ---- | ---- | --- | --- | --- | --- | --- |
| 2016–17  | USC    | 36 | 25 | 27.0 | .437 | .284 | .706 | 4.7 | 3.5 | 1.9 | 1.0 | 8.3 |